# Dvärgsparvuggla
Dvärgsparvuggla (Glaucidium minutissimum) är en fågel i familjen ugglor inom ordningen ugglefåglar.

## Utseende och läte
Dvärgsparvugglan är en mycket liten roströd uggla. Det varmbruna huvudet har vita fläckar. På den vita buken syns roströda streck och på ryggen vita fläckar. Arten liknar rostsparvugglan, men denna har streckat huvud och längre stjärt. Sången består av en serie med två till tre ljusa visslingar.

## Utbredning och systematik
Fågeln förekommer från östra Paraguay till sydöstra Brasilien och Misiones i nordöstra Argentina. Den behandlas som monotypisk, det vill säga att den inte delas in i några underarter. Fågeln är närbesläktad med colimasparvuggla, tamaulipassparvuggla, subtropisk sparvuggla, centralamerikansk sparvuggla och amazonsparvuggla, och alla behandades tidigare som underarter till minutissimum (utom subtropisk sparvuggla, som beskrevs nyligen).

## Levnadssätt
Dvärgsparvugglan hittas i trädtaket i fuktiga skogar och skogsbryn.

## Status och hot
Arten har ett stort utbredningsområde, men tros minska i antal, dock inte tillräckligt kraftigt för att den ska betraktas som hotad. Internationella naturvårdsunionen IUCN listar arten som livskraftig (LC).